# Vay (jeu vidéo)
Pour les articles homonymes, voir Vay.
Vay, appelé Vay: Ryūsei no Yoroi (ヴァイ — 流星の鎧 —) au Japon, est un jeu vidéo de rôle sorti en 1993 sur Mega-CD.